# Klaus König (directeur de la photographie)
Ne doit pas être confondu avec Klaus König (juriste).
Klaus König (né le 21 janvier 1935 à Berlin, mort le 4 décembre 2020 à Munich) est un directeur de la photographie et réalisateur allemand.

## Biographie
König suit d'abord une formation commerciale, puis étudie la sociologie avant de venir au cinéma. À partir de 1954, il est assistant réalisateur dans le film Geliebtes Fräulein Doktor. Il apprend son métier en tant qu'assistant de directeurs de la photographie expérimentés tels que Günther Rittau, Göran Strindberg et Heinz Hölscher.
À partir de 1961, König est le directeur de la photographie de films de réalisateurs renommés tels que Wolfgang Staudte, Maximilian Schell, Johannes Schaaf, May Spils, Rolf Hädrich, Claus Peter Witt, Kurt Wilhelm, Oswald Döpke, Franz Josef Wild, Peter Weck, Peter Beauvais et Thomas Fantl.
En 1982, il devient réalisateur : le producteur Alois Brummer lui confie La Tsarine nue, un film pornographique qu'il réalise sous le nom de Scott Hunt.
Dans ses dernières années, King travaille beaucoup pour des séries télévisées.

## Filmographie
- 1957 : Die fidelen Detektive (de)
- 1962 : Flying Clipper – Traumreise unter weißen Segeln (documentaire)
- 1964 : Doktor Murkes gesammeltes Schweigen (TV)
- 1964 : Hütet eure Töchter! (de)
- 1965 : Das Gespenst von Canterville (TV)
- 1966 : Die letzte Reise des Kapitän Scott (documentaire TV)
- 1966 : Skifascination (de) (documentaire)
- 1967 : Mädchen, Mädchen
- 1967 : Romy, anatomie d'un visage (de) (documentaire)
- 1967 : John Icks, der singende Astronaut (TV)
- 1968 : Zur Sache, Schätzchen
- 1968 : Le Mariage parfait (de)
- 1968 : Sabina Englender (TV)
- 1969 : Hürdenlauf (TV)
- 1969 : Les Cancres des premiers bancs
- 1969 : Pour le meilleur et pour le pire (de)
- 1969 : Sag's dem Weihnachtsmann (de) (TV)
- 1970 : Abseits (TV)
- 1971 : Die Untaten des Fräulein Mikova (TV)
- 1971 : Cream – Schwabing-Report (documentaire)
- 1972 : Privatdetektiv Frank Kross (de) (série télévisée)
- 1972–1973 : Fußballtrainer Wulff (de) (série télévisée)
- 1973 : Le Piéton
- 1973 : Traumstadt
- 1974 : Summer Run
- 1974 : Zerfall einer Großfamilie (TV)
- 1974 : Goldfüchse (TV)
- 1975 : Eine 'emanzipierte' Frau (TV)
- 1975 : Lehmanns Erzählungen (TV)
- 1975 : Double Jeu
- 1975 : Der Geheimnisträger (de)
- 1976 : Ein Mädchen aus zweiter Hand
- 1978 : Geschichte einer Liebe (de) (TV)
- 1978 : Sachrang (TV)
- 1979 : Der Ruepp (TV)
- 1979 : Geschichten aus dem Wienerwald
- 1979 : Die Überführung (TV)
- 1980 : Die Undankbare (de) (TV)
- 1982 : Frau Jenny Treibel (TV)
- 1982 : Der Jagerloisl (TV)
- 1982 : Ein Kleid von Dior (de) (TV)
- 1983 : La Tsarine nue (uniquement réalisation)
- 1984 : Die ewigen Gefühle (TV)
- 1985 : Bas-Boris Bode (de) (série télévisée)
- 1986–1989 : Hessische Geschichten (de) (série télévisée, 4 épisodes)
- 1988 : Die letzte Fahrt der San Diego (TV)
- 1989 : Der Weg nach Lourdes (TV)
- 1989 : Carmen on Ice
- 1990–1991 : Ein Schloß am Wörthersee (série télévisée, 12 épisodes)
- 1992–1996 : Inspecteur Derrick (série télévisée, 30 épisodes)
- 1997 : Teneriffa – Tag der Rache (TV)
- 1997–1999 : Schlosshotel Orth (de) (série télévisée, 26 épisodes)
- 2000–2001 : Samt und Seide (série télévisée, 7 épisodes)